# 櫻井理子
櫻井 理子（さくらい りこ、2002年5月3日 - ）は、日本のモデル。ボナプロ所属。

## 概要
2012年、現事務所への加入を事務所公式ブログで発表。
Si☆Stella（システラ）というアイドルグループで活動していたが、2016年10月23日に12月23日のライブを最後にグループを卒業することを発表した。